# Hoyts
Hoyts est une entreprise australienne de l'industrie du cinéma. La société est découpée en trois divisions Hoyts Exhibition qui gère 50 cinémas en Australie et en Nouvelle-Zélande, Hoyts Kiosk et Val Morgan, la filiale publicitaire.

## Historique
Le 2 juin 2015 Wanda Cinema, une filiale de Dalian Wanda Group, achète Hoyts à ID Leisure Ventures pour un montant non divulgué mais supposé supérieur aux 900 millions de dollars australiens dépensés en décembre 2014 par ID Leisure Ventures pour son achat.

## Hoyts Exhibition

### Australie
| LOI           | Nouvelle-galles du sud    | SA                      | Vic                   | WA              | Qld              |
| ------------- | ------------------------- | ----------------------- | --------------------- | --------------- | ---------------- |
| Belconnen (R) | Bankstown                 | Norwood                 | Broadmeadows          | Carrousel       | Stafford         |
| Woden (R)     | Blacktown                 | Salisbury               | Chadstone             | Jardin De Ville | La Sunnybank (R) |
|               | Broadway                  | Tea Tree Plaza, Modbury | Eastland (R)          | Millénaire      | Redcliffe        |
|               | Charlestown               |                         | Forest Hill           | Tweed           |                  |
|               | Chatswood Westfield (R)   |                         | Greensborough         | Southlands      |                  |
|               | Chatswood Mandarin        |                         | Highpoint             |                 |                  |
|               |                           |                         | Melbourne Central     |                 |                  |
|               | Eastgardens (R)           |                         | Northland             |                 |                  |
|               | Divertissement Trimestre* |                         | Victoria Gardens      |                 |                  |
|               | Erina                     |                         | Watergardens          |                 |                  |
|               | Mount Druitt              |                         | Frankston (ex-AMC)(R) |                 |                  |
|               | Penrith                   |                         |                       |                 |                  |
|               | Warrawong                 |                         |                       |                 |                  |
|               | Warringah Mall            |                         |                       |                 |                  |
|               | Wetherill Park            |                         |                       |                 |                  |

### Nouvelle-Zélande
| Auckland               | Christchurch                 | Hamilton         | Wellington                   |
| ---------------------- | ---------------------------- | ---------------- | ---------------------------- |
| Sylvia Park            | Moorhouse (Fermé)            | La Base Te Awa   | Régent sur les Mœurs (Fermé) |
| Wairau Parc            | Northlands                   | Métro De Hoyts   | Lower Hutt (Fermé)           |
| Hibiscus Coast         | Régent sur Worcester (Fermé) | Mi-Ville (Fermé) |                              |
| (Berkeley) Takapuna    | Riccarton                    |                  |                              |
| (Berkeley) Mission Bay |                              |                  |                              |
| Botany Downs           |                              |                  |                              |